# Октябрь 2019 года

Список событий октября 2019 года.

## События
- 1 октября
  - Британский художник Бэнкси открыл в Лондоне выставочный зал для собственных работ в виде магазина под названием «Gross Domestic Product», в который невозможно попасть[1].
  - Президент Перу Мартин Вискарра объявил о роспуске Конгресса вследствие того, что парламентарии отказались рассмотреть вопрос доверия Совету министров[англ.] до начала выбора членов Конституционного суда. В ответ на это председатель Конгресса Педро Олаэчеа[англ.] объявил об отстранении президента республики от власти за нарушение конституционного строя, а также привёл вице-президента страны Мерседес Араос к присяге в качестве и. о. президента[2][3].
  - От шельфового ледника Эмери у восточного побережья Антарктиды откололся айсберг толщиной в 210 метров и массой 315 млрд тонн. Площадь айсберга составляет 1636 км², что больше площади Санкт-Петербурга[4].
  - Представители Трёхсторонней контактной группы (Украины, ОБСЕ, России) подписали «формулу Штайнмайера», которая предполагает проведение выборов и наделение особым статусом Донбасса без решения вопроса о восстановлении украинского контроля над государственной границей в этом регионе[5].
  - В Гонконге впервые с начала протестов против закона об экстрадиции в Китай правоохранительные органы применили боевое оружие, ранив протестующего[6].
- 2 октября
  - В России выпустили уникальный шрифт, созданный ребятами с детским церебральным параличом и собранный профессиональными дизайнерами ко Всемирному дню ДЦП[7].
  - Законодательное собрание Петербурга приняло постановление об установке в городе мемориальной доски почетному гражданину города Жоресу Алфёрову[8].
  - В КНДР впервые осуществлён запуск баллистической ракеты с подводной лодки[9].
  - В аэропорту Виндзор-Локс, штат Коннектикут, потерпел крушение бомбардировщик Boeing B-17 Flying Fortress времён Второй Мировой Войны, в результате чего погибли 7 из 13 человек, находившихся на борту, ещё 7 получили ранения, из них 1 на земле.
- 3 октября
  - Спускаемый аппарат космического корабля «Союз МС-12» с тремя членами экипажа Международной космической станции совершил посадку в казахстанской степи в 147 км юго-восточнее города Жезказган[10].
  - В Санкт-Петербурге после многочисленных переносов сроков открыты для пассажиров три станции метро Фрунзенского радиуса «Проспект Славы», «Дунайская» и «Шушары»[11].
  - Президент Эквадора Ленин Морено объявил в стране режим чрезвычайного положения из-за протестов, вызванных экономическими мерами правительства[12].
  - В Карелии недалеко от деревни Тулгуба впервые нашли выполненный охрой наскальный рисунок. Тулгубская писаница относится к эпохе неолита, а её возраст превышает пять тысяч лет[13].
  - Теракт в разведывательном управлении префектуры полиции Парижа на острове Сите недалеко от собора Нотр-Дам. 4 полицейских погибли. Нападавший был связан с исламистами[14].
  - По всему Ираку прошли многотысячные антиправительственные выступления[15].
- 4 октября
  - В Белоруссии началась перепись населения, в рамках которой анкеты будут включать 49 вопросов[16].
  - В США опубликован доклад американских Центров по контролю и профилактике заболеваний, согласно которым из-за курения электронных сигарет умерло 18 человек, а у 1080 были диагностированы легочные заболевания. Случаи летального исхода были зарегистрированы в 15 штатах[17].
  - На Украине при подходе к аэропорту «Львов» имени Даниила Галицкого самолёт Ан-12 не дотянул до полосы и аварийно приземлился в лес. В результате катастрофы погибло 5 человек, 3 получили тяжёлые ранения[18].
  - В столице Ирана Тегеране задержана российская журналистка Юлия Юзик, наиболее известная как автор книги о чеченских террористках-смертницах «Невесты Аллаха»[19][значимость факта?].
- 5 октября
  - Крупнейший неатомный ледокол «Виктор Черномырдин» вышел на заводские ходовые испытания[20].
  - Президент Турции Реджеп Эрдоган заявил, что в ближайшее время турецкие войска начнут боевую операцию «к востоку от Евфрата». Заявленной целью операции является «борьба с террористами из PKK/YPG, которая также известна как СДС»[21].
- 6 октября
  - Губернатор Багдада Фелах эль Джезаири подал в отставку на фоне массовых протестов, продолжающихся с 1 октября[22].
  - В столице Украины Киеве около 10 тысяч человек приняли участие в акции протеста против мер по урегулированию конфликта на востоке страны известных как «формула Штайнмайера»[23].
- 7 октября
  - В Стокгольме Нобелевская премия по физиологии и медицине за 2019 год присуждена Уильяму Кэлину, Питеру Рэтклиффу и  Греггу Семензе[24].
- 8 октября
  - На фоне массовых протестов в Эквадоре президент страны Ленин Морено покинул столицу Кито и объявил об эвакуации правительства в Гуаякиль[25].
- 9 октября
  - Турция начала военную операцию «Источник мира» на территории Сирии[26].
  - Состоялась инаугурация президента Республики Абхазии Рауля Хаджимбы[27].
- 10 октября
  - Парламент Румынии вынес вотум недоверия правительству Виорики Дэнчилэ[28].
  - Мигель Диас-Канель вступил в должность президента Республики Куба/
- 12 октября
  - Вооруженные силы Турции при поддержке Свободной сирийской армии на четвёртый день операции «Источник мира» установили контроль над сирийским городом Рас-эль-Айн[29].
  - В Киеве «воры в законе» избили и «раскороновали» Андрея Недзельского.
  - В Вене кенийский бегун Элиуд Кипчоге впервые в мире преодолел марафонскую дистанцию менее чем за два часа (1 час 59 минут и 40,2 секунды)[30].
- 13 октября
  - Хусейн Кавазович переизбран на пост верховного муфтия Боснии и Герцеговины[31].
  - Сборная России по футболу обыграла команду Кипра, тем самым обеспечив себе выход в финал Евро-2020[32].
- 14 октября
  - Девятерых лидеров сторонников отделения Каталонии от Испании приговорили к длительным срокам лишения свободы[33].
  - В России завершился переход с аналогового на цифровое вещание, последние аналоговые передатчики были отключены в 21 российском регионе[34].
- 15 октября
  - Американский президент Дональд Трамп ввёл санкции против Турции, с целью оказать давление на турецкие власти, чтобы они прекратили проведение военной операции на севере Сирии[35].
- 17 октября
  - При посадке в аэропорту Уналашка в Датч-Харбор, Аляска, самолёт Saab 2000 компании Pen-Air выкатился за пределы полосы и частично разрушился. Из 42 человек, находившихся на борту, погиб 1, ещё 13 были ранены.
- 18 октября
  - В Афганистане в результате теракта в мечети во время пятничной молитвы погибли более 60 человек[36].
  - В Чили объявлен комендантский час из-за акций протеста, которые переросли в беспорядки после того, как стоимость проезда в метро в среднем выросла на 30 песо[37].
- 19 октября
  - Прорыв дамбы на реке Сейба в Красноярском крае, в результате чего погибли 17 человек, 27 пострадали[38].
- 20 октября
  - Профсоюзы Ливана объявили всеобщую забастовку в поддержку демонстрантов в Бейруте, которые требуют ухода в отставку всех министров, роспуска парламента и проведения в Ливане досрочных выборов[39].
- 21 октября
  - Владимир Путин официально закрепил отставку Михаила Федотова и назначение Валерия Фадеева новым главой президентского Совета по правам человека[40].
  - На парламентских выборах в Канаде победила Либеральная партия во главе с премьер-министром Канады Джастином Трюдо. Либералы, однако, потеряли большинство мест в нижней палате[41].
- 22 октября
  - В Японии состоялась церемония Сокуирэй-Сэйдэн-но-Ги в честь восшествия на престол императора Нарухито.
  - Евросоюз выразил сожаление в связи с итогами голосования Генеральной Ассамблеи ООН, по результатам которого Венесуэла вошла в состав Совета ООН по правам человека на 2020—2022 годы[42].
  - Британская «невеста джихада[англ.]» Шамима Бегум[англ.] заявила, что намерена опротестовать в суде лишение её гражданства Великобритании[43].
  - В Казахстане начался процесс над гражданами страны, обвиняемыми в членстве в организации «Исламское государство»[44].
- 23 октября
  - В Сочи начался саммит «Россия — Африка»[45], было объявлено о списании $20 млрд долгов в рамках инициативы «по облегчению долгового бремени стран Африки»[46].
  - Компания Google заявила, что она достигла квантового превосходства[47].
  - В грузовике в одном из индустриальных парков британского города Грейс обнаружены тела 39 граждан Китая[48].
- 25 октября
  - Основатель и глава Amazon Джефф Безос потерял почти $7 млрд из-за падения котировок компании после того, как она отчиталась перед инвесторами о результатах в третьем квартале[49].
  - Министр экономики, торговли и промышленности Японии Иссю Сугавара подал в отставку на фоне обвинений в подкупе избирателей[50].
  - Национальный банк Украины ввёл в обращение банкноту номиналом 1 тыс. гривен[51].
  - Власти Дании одобрили проект по строительству морского участка газопровода Baltic Pipe в Польшу[52].
  - Совет директоров Центробанка снизил ключевую ставку сразу на 50 базисных пунктов, до 6,5 %[53].
  - В Забайкальском крае на ремонтно-технической базе в закрытом посёлке городского типа Горный (Улетовский район) военнослужащий-срочник из воинской части № 14258 открыл огонь по сослуживцам. Убиты 8 человек, ранены двое[54].
- 26 октября
  - В результате спецоперации американских военных убит лидер ИГ Абу Бакр аль-Багдади.
  - Закрыли для пассажиров Каховскую линию метрополитена Москвы, её станции будут открыты уже в составе Большой кольцевой линии[55].
- 27 октября
  - Работа флорентийского живописца Чимабуэ, которая много лет провисела на кухне жительницы Франции, продана на аукционе Actaeon более чем за 24 миллиона евро[56].
- 28 октября
  - Телевизионный технический центр «Останкино» из-за финансовых проблем, связанных с невыплатами от Первого канала и его подрядчиков, начал сокращать штат сотрудников[57].
  - Премьер-министр России Дмитрий Медведев распорядился создать в Ялте игорную зону «Золотой берег»[58].
  - Лидеры ЕС договорились о переносе крайнего срока «Брекзита» с 31 октября 2019 года на 31 января 2020 года[59].
- 30 октября
  - Дания, последняя страна Евросоюза, которая не согласовала маршрут «Северного потока-2», разрешила строить трубопровод в своих водах[60].
  - Президент Чили Себастьян Пиньера заявил, что власти приняли решение отказаться от проведения саммита АТЭС в ноябре и климатического форума в декабре[61].
  - В ходе конфликта между израильскими министерствами иностранных дел и финансов временно остановлена деятельность всех дипломатических миссий Израиля[62].
  - Роскосмос без указания причин расторг с Центром Хруничева контракт стоимостью более двух миллиардов рублей на производство ракеты-носителя «Ангара», предназначенной для выведения на орбиту спутников Гонец-М с номерами 33, 34 и 35[63].
- 31 октября
  - В японском городе Окинава сгорел замок Сюри, который входит в список всемирного наследия ЮНЕСКО[64].
  - В Турции освобождён из тюрьмы турецкий политик Эрен Эрдем, который был обвинён в «терроризме» после публикации документов о связях турецкого правительства с ИГ[65].
  - Палата представителей США провела первое голосование в рамках процедуры импичмента Дональда Трампа, конгрессмены 232 голосами против 196 одобрили резолюцию, которая предусматривает начало публичной стадии разбирательств[66].